# Apalone spinifera
La tortuga de caparazón blando espinosa (Apalone spinifera) es una especie de tortuga que pertenece a la familia Trionychidae. Se distribuyen por Estados Unidos, Canadá y México.

## Descripción
Tiene el caparazón de color claro, pero su coloración varia mucho. Hay individuos que tienen algunos puntos negros y el borde de color amarillo, otros que tienen pequeñas manchas oscuras de distintas tonalidades y otras que tienen un color uniforme. El plastrón es de color blanco, sin manchas. Con la edad las tortugas van perdiendo su coloración característica. Su cabeza y sus patas son también claras con rayas y manchas amarillas o blancas. 
Las hembras pueden medir hasta 50 cm, y los machos hasta 25 cm. Tiene un cuerpo muy plano, que le sirve para nadar mejor y con menos esfuerzo. Las patas están muy palmeadas.  Tienen una característica nariz en forma de trompa, que junto con su largo cuello les permite respirar sin tener que moverse del fondo del agua. El caparazón tiene un tacto rugoso, que le da nombre. 

## Subespecies
Se reconocen las siguientes subespecies:
- Apalone spinifera aspera (Agassiz, 1857) - Tortuga espinosa de caparazón blando del golfo.
- Apalone spinifera atra (Webb & Legler, 1960) - Tortuga de caparazón blando de Cuatro Ciénegas.[3]
- Apalone spinifera spinifera (Lesueur, 1827) - Tortuga espinosa de caparazón blando norteña.
- Apalone spinifera emoryi (Agassiz, 1857) - Tortuga espinosa de caparazón blando de Texas.
- Apalone spinifera guadalupensis (Webb, 1962) - Tortuga espinosa de caparazón blando de Guadalupe.
- Apalone spinifera pallida (Webb, 1962) - Tortuga pálida de caparazón blando.

Durante mucho tiempo la subespecie de A. s. atra se le consideraba una especie independiente (Apalone atra). Sin embargo, varios estudios realizados en 2008 identificaron a dicho taxón dentro de la especie Apalone spinifera, estando cercanamente emparentada con la subespecie A. s. emoryi. De igual manera se discute sobre si esta población representa una subespecie individual o solo es un morfotipo de A. s. emoryi con una coloración diferente, lo cual pudiese responder a cambios dentro del hábitat. Así mismo se reconoció, con base en caracteres moleculares, que Apalone spinifera harrwegi (Conant & Goin, 1941) correspondía un sinónimo de A. s. spinifera.

## Distribución y hábitat
En la naturaleza habitan en buena parte de EE. UU., en las provincias de Canadá de Ontario y Quebec, y en los estados mexicanos de Tamaulipas, Nuevo León, Coahuila, Chihuahua, Baja California y Morelos.
Esta especie habita lagos, estanques y otras zonas acuáticas de corriente muy lenta, con mucha vegetación y fondos fangosos.

## Comportamiento
Son unos animales muy tranquilos, que permanecen la mayor parte del tiempo en el fondo del agua, excepto cuando van de caza. No acostumbran a salir a tomar el sol. Sólo salen a tierra para realizar su puesta y poco más. Son también unas grandes cazadoras. Gracias a su velocidad en el agua y a su largo cuello, persiguen a los peces hasta darles caza. 
Es una tortuga carnívora, que suele preferir presas vivas. 

## Cautiverio
Es una especie frecuente como mascota. Para tener adecuadamente esta especie se debe poseer un gran acuaterrario, con 4/5 partes de agua. El fondo debe ser de arena, con un grosor de unos 8 cm, para que se puedan enterrar. La temperatura ideal ronda los 22-26 °C. Los ejemplares adultos pueden hibernar sin problemas. Müller recomienda que se pongan 2 gramos de sal por cada litro de agua para evitar enfermedades como los hongos.[cita requerida]

### Reproducción
Si se quiere lograr, se deberá tener el macho separado de la hembra, y se juntarán algunas veces para que puedan copular. La hembra deberá tener un acuario con una parte de tierra seca con más de 25 cm de profundidad, donde hará entre una y dos puestas de 5 a 25 huevos.
Incubados a 26-27 °C y con bastante humedad, las crías eclosionarán en unos 3 meses.[cita requerida]